# Vlagyimir Igorevics Paskov
Vlagyimir Igorevics Paskov (oroszul: Владимир Игоревич Пашков; Bratszk, 1961. február 4. –) 2020 óta a Donyecki Népköztársaság miniszterelnöke, amelyet csak Oroszország és két másik, részben elismert állam ismer el. Korábban Paskov az Irkutszki terület kormányzóhelyettese volt, de 2015-ben távozott a posztról.
Emellett a ZAO Vnyestorgszervisz vezérigazgatója, egy olyan vállalaté, amelyet a DNR és az LNR által elfoglalt ukrán ipari létesítmények kezelésére használnak. 2018-ban az amerikai pénzügyminisztérium szankciókkal sújtotta Paskovot. 2020 februárjában Putyin orosz elnök szóvivője tagadta, hogy Paskov az orosz kormányt képviselné.